# Code des procédures civiles d'exécution
Lire en ligne

Code complet sur Légifrance, Tables de concordance

Le Code des procédures civiles d'exécution est un code français récent. Il regroupe les règles relatives aux procédures civiles d'exécution.

## Historique et contenu
Il s'agit d'une codification à droit constant, de différents textes dont la Loi no 91-650 du 9 juillet 1991 portant réforme des procédures civiles d'exécution et le Décret no 92-755 du 31 juillet 1992 Instituant de nouvelles règles relatives aux procédures civiles d'exécution pour l'application de la loi 91-650 du 9 juillet 1991 portant réforme des procédures civiles d'exécution. Sa rédaction, initialement prévue par l'article 96 de la loi de 1991, a finalement été organisée par l'article 7 de la Loi no 2010-1609 du 22 décembre 2010 relative à l'exécution des décisions de justice, aux conditions d'exercice de certaines professions réglementées et aux experts judiciaires (dite "loi Béteille") qui « autorise le Gouvernement à procéder par voie d'ordonnance à l'adoption de la partie législative du code des procédures civiles d'exécution ». 
Le code est rédigé en deux parties :
- l'Ordonnance no 2011-1895 du 19 décembre 2011 relative à la partie législative du code des procédures civiles d'exécution qui entre en vigueur le 1er juin 2012, et
- le Décret no 2012-783 du 30 mai 2012 relatif à la partie réglementaire du code des procédures civiles d'exécution qui entre en vigueur en grande partie le même jour.

« Le Code regroupe les textes relatifs aux procédures civiles d'exécutions. Il s'agit des mesures de contrainte qu'un créancier peut exercer à l'encontre de son débiteur en vue de recouvrer une créance constatée ou prochainement constatée par un titre exécutoire, ou de reprendre un bien qui lui appartient. »

## Plan du Code
Le Code est divisé en 6 livres sous-divisées en titres, chapitres, sections, sous-sections puis paragraphes.
- LIVRE I : Dispositions générales
  - TITRE I : Les conditions de l'exécution forcée
  - TITRE II : L'autorité judiciaire et les personnes concourant à l'exécution et au recouvrement des créances
  - TITRE III : La prévention des difficultés d'exécution
  - TITRE IV : Les opérations d'exécution
  - TITRE V : Les difficultés d'exécution
  - TITRE VI : Dispositions particulières à certaines personnes et à certains biens
- LIVRE II : Les procédures d'exécution mobilière
  - TITRE I : La saisie des créances de sommes d'argent
  - TITRE II : La saisie des biens corporels
  - TITRE III : La saisie des droits incorporels
  - TITRE IV : Les autres saisies mobilières
  - TITRE V : La distribution des deniers
- LIVRE III : La saisie immobilière
  - TITRE I : Dispositions générales
  - TITRE II : La saisie et la vente de l'immeuble
  - TITRE III : La distribution du prix
  - TITRE IV : Dispositions applicables dans les départements du Bas-Rhin, du Haut-Rhin et de la Moselle
- LIVRE IV : L'expulsion
  - TITRE I : Les conditions de l'expulsion
  - TITRE II : La prévention des difficultés d'exécution
  - TITRE III : Les opérations d'expulsion
  - TITRE IV : Les difficultés d'exécution
  - TITRE V : Dispositions propres à la reprise des locaux abandonnés
- LIVRE V : Les mesures conservatoires
  - TITRE I : Dispositions communes
  - TITRE II : Les saisies conservatoires
  - TITRE III : Les suretés judiciaires
- LIVRE VI : Dispositions relatives à l'Outre-mer
  - TITRE I : Dispositions spécifiques à la Guadeloupe, à la Guyane, à la Martinique, à la Réunion et à Mayotte
  - TITRE II : Dispositions spécifiques à Saint-Barthélemy et Saint-Martin
  - TITRE III : Dispositions spécifiques à Saint-Pierre-et-Miquelon
  - TITRE IV : Dispositions applicables dans les iles Wallis-et-Futuna
  - TITRE V : Les Terres Australes et Antarctiques françaises